# Roy Rosenzweig Center for History and New Media
Il Roy Rosenzweig Center for History and New Media (RRCHNM - Centro di Storia e Nuovi Media Roy Rosenzweig),  meglio conosciuto come Center for History and New Media, è un istituto di ricerca della George Mason University di Fairfax (Virginia) specializzato in storia digitale. Fu fondato da Roy Rosenzweig nel 1994 per ricercare ed utilizzare i nuovi media e le tecnologie informatiche nella ricerca, la didattica, e la divulgazione della storia. Il 15 aprile 2011 il centro è stato dedicato alla memoria del suo fondatore, deceduto nel 2007.
Nel 2016, secondo le statistiche fornite dal Centro stesso, i circa sessanta progetti di storia digitale coordinati dal RRCHNM avevano attirato più di 37 milioni di visite e quasi 20 milioni di visitatori unici.

## Conservazione digitale
In seguito agli attentati dell'11 settembre 2001  il Center for History and New Media in collaborazione con l'American Social History Project (ASHP) della City University of New York e grazie al finanziamento della fondazione Alfred Sloan, ha creato il September 11 Digital Archive, con lo scopo di usare media elettronici per raccogliere, conservare e comunicare le fonti relative all'attentato terroristico. Il sito ospita più di 150.000 resoconti originali, e-mail, immagini, video.
Il successo di questo progetto ha ispirato The Hurricane Digital Memory Bank, che raccoglie le storie e i materiali digitali relativi agli uragani Katrina, Rita e Wilma. Il CHNM ha inoltre collaborato con il Jewish Women's Archive sul progetto Katrina's Jewish Voices, un archivio virtuale di storie, immagini e riflessioni sulle comunità ebraiche di New Orleans e della Costa del Golfo degli Stati Uniti d'America prima e dopo l'uragano Katrina.
Gulag: Many Days, Many Lives è invece una mostra, online dal 2008, sviluppata in collaborazione con il Museo dei Gulag di Perm', in Russia.

## Risorse per la didattica e la ricerca

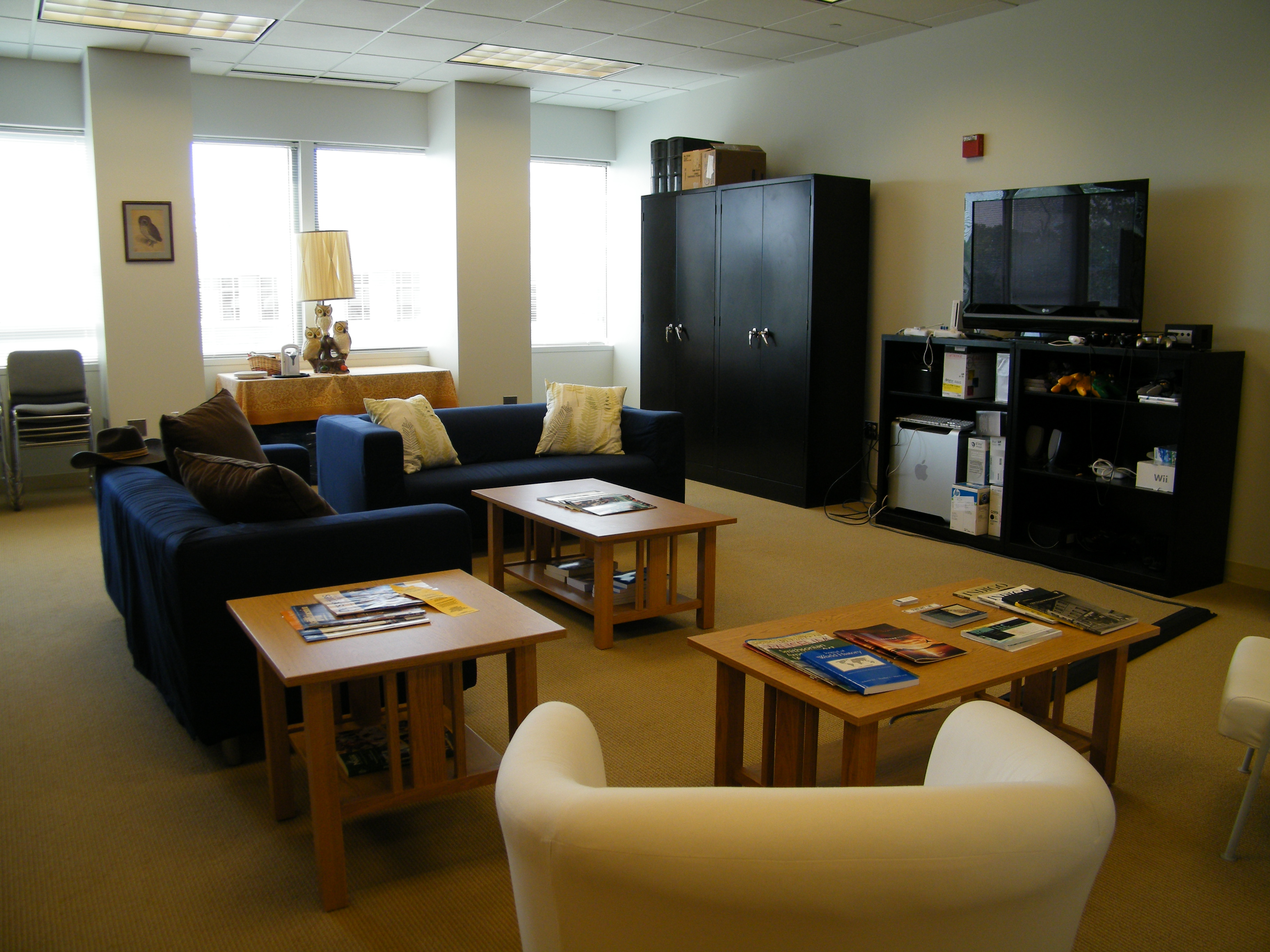
Area comune del Roy Rosenzweig Center for History and New Media

The Center for History and New Media ha collaborato con l'American Social History Project della City University di New York, per sviluppare un portale per la didattica della storia americana e altre risorse a proposito della Rivoluzione francese. Più recentemente i progetti si sono concentrati sullo sviluppo di risorse online riguardanti la World History (in collaborazione con il National Museum of American History dello Smithsonian Institution) e vari aspetti della storia contemporanea statunitense.
Il centro è tra i primi promotori dei THATCamp, una serie di "non-conferenze"  che si tengono in tutto il mondo e che permettono l'incontro informale tra umanisti e specialisti di scienze informatiche. L'unico THATCamp che abbia avuto luogo in Italia è stato quello di Firenze, presso l'Istituto Universitario Europeo nel 2011.
Il CHNM è il responsabile dello sviluppo di due importanti software open source: Zotero e Omeka. Zotero è un reference management software, un programma per la gestione e la citazione di dati bibliografici. Omeka è un content management system pensato per la creazione di archivi ed esposizioni online e per facilitare l'attribuzione di metadati Dublin Core.
Tra gli strumenti offerti dal Centro ad accademici e insegnanti si contano Scripto (un software per la trascrizione dei documenti in formato digitale), Tropy (un software per l'annotazione di immagini scattate in archivio), PressForward (un plugin Wordpress per la valorizzazione della letteratura accademica online).

## Ricerca
Insieme alla creazione di strumenti per storici e insegnanti il centro si occupa di comunicazione della storia e di come questa possa cambiare al suo incontro con i media digitali. Con lo scopo di incoraggiare le sperimentazioni in quest'ambito l'American Quarterly, in collaborazione con l'American Studies Crossroads Project ed il CHNM, ha organizzato nel 1998 un esperimento di pubblicazione ipertestuale, chiedendo a diversi autori di sottoporre articoli di argomento storico che facessero uso dell'ipertestualità. I saggi pubblicati, che coprono temi diversi quali la fotografia come fonte storica e legale, Arnold Schwarzenegger, la guerra ispano-americana e i primi fumetti, offrono un variegato panorama sui diversi approcci alla narrazione del passato in ambito digitale.
Imaging the French Revolution è un altro esperimento di ricerca digitale. Sette studiosi hanno analizzato in una serie di saggi quarantadue immagini ritraenti folle ed episodi di violenza durante la rivoluzione francese. Questi stessi studiosi hanno poi commentato il lavoro e offerto esempi su un forum online, prendendo in considerazione questioni di interpretazione, metodologia e l'impatto dei media digitali sulla ricerca accademica.
Infine, Interpreting the Declaration of Independence by Translation è un progetto digitale che mette insieme diversi studiosi per discutere la traduzione e la ricezione della Dichiarazione d'Indipendenza americana in Giappone, Messico, Russia, Cina, Polonia, Italia, Germania, Spagna ed Israele. In aggiunta a queste riflessioni il sito include traduzioni della Dichiarazione d'Indipendenza in diverse lingue e la loro "ri-conversione" in inglese per dimostrare gli effetti delle traduzioni sulla comprensione di un documento storico.